# Anormal do Brega
Rubens Nascimento Mota, (Belém, 1946  - Belém, 13 de outubro de 2016), mais conhecido pelo seu nome artístico Anormal do Brega, foi um advogado criminalista, professor de português, político, cantor e compositor brega, notado pelo estilo irreverente, roupas coloridas e músicas marcantes. Iniciou sua carreira artística em 1970, e gravou oito álbuns, vendendo mais de 200 mil cópias. Participou de um documentário sobre a música brega, "Amor & Brega" (2016), do cineasta Ronaldo Duque.
Faleceu aos 70 anos, em 13 de outubro de 2016, por decorrência de um câncer no pâncreas.

## Discografia
- 1996 - O Advogado Cantor
- 1997 - Painel do Brasil